# Ottica fisica
L'ottica fisica è la branca dell'ottica che studia i fenomeni di interferenza, diffrazione, polarizzazione della luce e tutti quei fenomeni per i quali non sono valide le ipotesi semplificative dell'ottica geometrica, ma per i quali è necessario ricorrere alla descrizione del carattere ondulatorio della luce come radiazione elettromagnetica, applicando quindi le equazioni di Maxwell.

## Classici fenomeni spiegati dall'ottica fisica
- Principio di Huygens-Fresnel
- Diffrazione di Fraunhofer

## Dall'ottica fisica all'ottica geometrica
L'ottica geometrica costituisce un'approssimazione dell'ottica fisica, applicabile quando la lunghezza d'onda dell'onda è molto minore delle dimensioni lineari degli ostacoli che incontra, sostituendo alla direzione di propagazione dell'onda il concetto di raggio.
Tuttavia nello studio dei mezzi planari omogenei a tratti, l'ottica geometrica conduce ad un risultato rigoroso.